# Giovanni Battista Oytana
Giovanni Battista Oytana ou Giambattista Oytana, (né à Villafranca Piemonte, dans l'actuelle province de Turin, au Piémont en 1809 et mort à Turin en 1883)  est un avocat et un homme politique du royaume d'Italie. Il est ministre de l'Économie et  des Finances sous le gouvernement du général Alfonso La Marmora  du 19 juillet 1859.

## Biographie
Giovanni Battista Oytana, descendant d'une vieille famille bourgeoise de Villafranca Piemonte, suit des études de droit à Turin, et exerce le métier d'avocat à Vigone, et se professionnalise comme avocat en droit fiscal. Il accepte d'exercer comme bénévole, auprès du procureur général près la Cour des comptes.
Giovanni Battista Oytana, adjoint à la cour, de la préfecture de Varallo Sesia, et celle de Pignerol, sera aussi commissaire auprès du tribunal d'Aoste, et conseiller adjoint au Sénat. Il sera nommé  procureur général à la Chambre des comptes. Le 18 juin 1848, Oytana est assesseur commissaire du gouvernement des chambres régionales des comptes de la province de Reggio et de Guastalla. Dès 1849, Camillo Cavour en vue de préparer la loi sur l'incamération (appropriation de biens appartenant à des communautés religieuses), nomme Oytana, directeur de la caisse ecclésiastique. Le 20 novembre 1853 il est nommé secrétaire auprès du ministre de l'économie et des finances. Il est élu le 3 mai 1859, député de Cossato, et le 18 août 1862 à Vigone dans le Piémont. Il est nommé ministre de l'Économie et des Finances le 18 juillet 1859, et reste en poste jusqu'au 21 janvier 1860.

## Décorations
- Décoration de chevalier de l'ordre des Saints-Maurice-et-Lazare, le 8 décembre 1849
- Croix de commandeur de l'ordre des Saints-Maurice-et-Lazare le 4 novembre 1852

En août 1848, le comte Ottavio Thaon di Revel lui demande de reprendre le portefeuille du ministère des Finances, le changement de ministère s'effectue le 16 décembre 1848.